# Hilary Hahn
Hilary Hahn (Lexington, Virginia, 27 de noviembre de 1979) es una violinista estadounidense, ganadora de tres premios Grammy. 

## Biografía

### Primeros años
Niña prodigio, a los 3 años se mudó a Baltimore, Maryland, donde comenzó a estudiar violín un mes antes de cumplir los 4 años, en el conservatorio Peabody. Dio su primer recital a los 9 años.
Entre 1984 y 1989 estudió con Klara Berkovich. En 1990, a los 10 años, fue admitida en el Instituto de Música Curtis de Filadelfia, donde estudió bajo la tutela de Jascha Brodsky durante los siguientes siete años. En 1991 hizo su debut con la Orquesta Sinfónica de Baltimore.
Su debut internacional fue en 1995, cuando interpretó, junto con la Orquesta Sinfónica de la Radio de Baviera y bajo la dirección de Lorin Maazel, el Concierto para violín y orquesta de Beethoven.
Cumplió los requisitos para graduarse en el Curtis Institute a los 16 años, pero decidió permanecer allí algunos años más para recibir varios cursos optativos de literatura, poesía, inglés, alemán e historia. Durante este tiempo practicó el violín con Jaime Laredo y estudió música de cámara, contrapunto, armonía, historia de la música, composición y dirección musical, aunque indicó en una entrevista que la disciplina que más le interesa es la interpretación. Se graduó en 1999. 

### Carrera

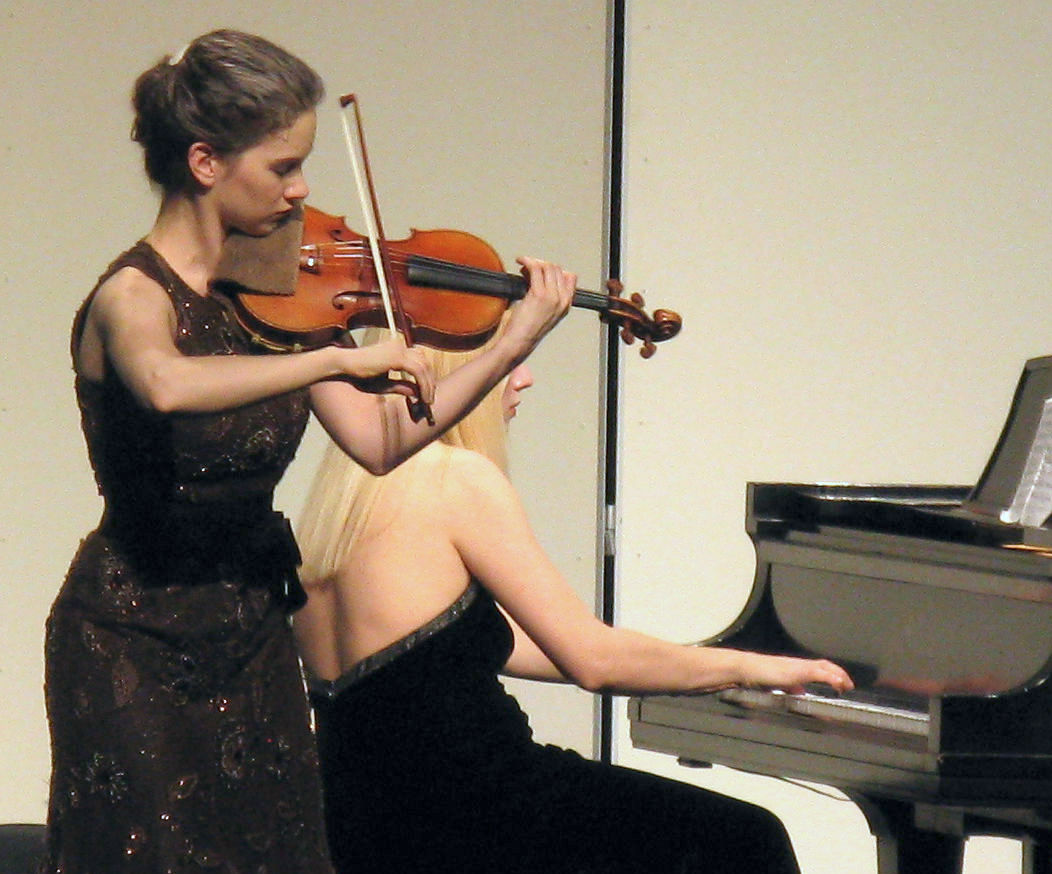
Hilary Hahn, violín, y Valentina Lisitsa, piano, durante un concierto en el Kuss Auditorium, Clark State Performing Arts Center, Springfield, Ohio, el 3 de marzo de 2009.

En 1996 firmó un contrato exclusivo con Sony Classical, con la que grabó cinco álbumes. Tras la expiración del contrato en 2002 y debido a diferencias de criterio en sus siguientes grabaciones, Hilary decidió no renovar su contrato con Sony, para firmar en 2003 otro contrato en exclusiva con Deutsche Grammophon, compañía con la que hasta la fecha ha grabado cuatro discos. El 16 de abril del 2007, participó como solista con la Orquesta Sinfónica de la Radio de Stuttgart, en un concierto en la Ciudad del Vaticano dirigido por Gustavo Dudamel, para conmemorar el octogésimo cumpleaños del Papa Benedicto XVI; entre la audiencia se encontraban el Papa y otros dignatarios de la Iglesia.
Ha recorrido el mundo entero tocando con la Orquesta Sinfónica de Londres, la Orquesta Filarmónica de Nueva York y la Orquesta Sinfónica de Singapur, entre otras. Aparte de su carrera como solista, ha participado en varios festivales de música de cámara.
Además, interpretó la parte de violín solista en la banda sonora de la película The Village, de M. Night Shyamalan, compuesta por James Newton Howard, y ha colaborado con la banda And You Will Know Us By The Trail Of Dead.
Hilary toca un violín Vuillaume de 1864 que perteneció al violinista ruso Samuel Lande, amigo de Klara Berkovich, y utiliza arcos fabricados por Paul Jombar y Emil Miquel.
Entre las obras que ha grabado, destacan las seis partitas del maestro español Antón García Abril.

## Vida personal
Hilary Hahn anunció en su perfil oficial de Facebook el 17 de marzo de 2015 que ella y su esposo esperaban su primer hijo. En septiembre, Hilary reveló que había sido madre de una niña, a quien puso por nombre Zelda.

## Discografía
Sony Classical
- Hilary Hahn plays Bach (1997)
Hilary Hahn, violín

- Beethoven Violin Concerto/Bernstein Serenade (1999)
Hilary Hahn, violín
Baltimore Symphony Orchestra
David Zinman, director
Nominado al premio Grammy a la mejor actuación instrumental solista con orquesta

- Barber & Meyer Violin Concertos (2000)
Hilary Hahn, violín
Saint Paul Chamber Orchestra
Hugh Wolff, director

- Brahms & Stravinsky Violin Concertos (2001)
Hilary Hahn, violín
Academy of Saint Martin in the Fields
Sir Neville Marriner, director
Premio Grammy a la mejor actuación instrumental solista con orquesta

- Mendelssohn & Shostakovich Concertos (2002)
Hilary Hahn, violín
Oslo Philharmonic Orchestra

- Marek Janowski and Hugh Wolff, directors

Hollywood Records
- The Village Motion Picture Soundtrack (2004)
Hilary Hahn, featured violinist
Music composed by James Newton Howard

Deutsche Grammophon
- Bach Concertos (2003)
Hilary Hahn, violín
Margaret Batjer, violín; Allan Vogel, oboe
Los Angeles Chamber Orchestra
Jeffrey Kahane, director

- Elgar: Violin Concerto; Vaughan Williams: The Lark Ascending (2004)
Hilary Hahn, violín
Orquesta Sinfónica de Londres
Colin Davis, director

- Mozart Violin Sonatas (2005)
Hilary Hahn, violín; Natalie Zhu, piano

- Paganini: violin Concerto no. 1; Louis Spohr: Violin Concerto no. 8 (2006)
Hilary Hahn, violín
Swedish Radio Symphony Orchestra
Eiji Oue, director

- Schoenberg/Sibelius: Violin Concertos (2008)
Hilary Hahn, violín
Swedish Radio Symphony Orchestra
Esa-Pekka Salonen, director

- Bach: Violin & Voice (2010)
Hilary Hahn, violín;
Christine Schäfer, soprano
Matthias Goerne, barítono
Munich Chamber Orchestra

- Higdon & Tchaikovsky Violin Concertos (2010)
Hilary Hahn, violín
Royal Liverpool Philharmonic Orchestra
Vasily Petrenko, director

- Charles Ives: Four Sonatas (2011)
Hilary Hahn, violín
Valentina Lisitsa, piano

- Silfra (2012)
Hilary Hahn, violín
Hauschka (también conocido como Volker Bertelmann), piano

- In 27 Pieces: The Hilary Hahn Encores (2013)
Hilary Hahn, violín
Cory Smythe, piano

- Mozart 5, Vieuxtemps 4 – Violin Concertos (2015)

- Hilary Hahn, violín
Deutsche Kammerphilharmonie Bremen
Paavo Järvi, director

- 6 Partitas por Antón García Abril (2019).  Partitas para violin solo escritas para Hilary Hahn.